# 金叶含笑
金叶含笑（学名：Michelia foveolata）为木兰科含笑属下的一个种。